# 訃報 1985年6月
訃報 1985年6月（ふほう 1985ねん6がつ）では、1985年（昭和60年）6月中に物故した、又は物故が報じられた人物についてまとめる。

## （1日 - 15日）

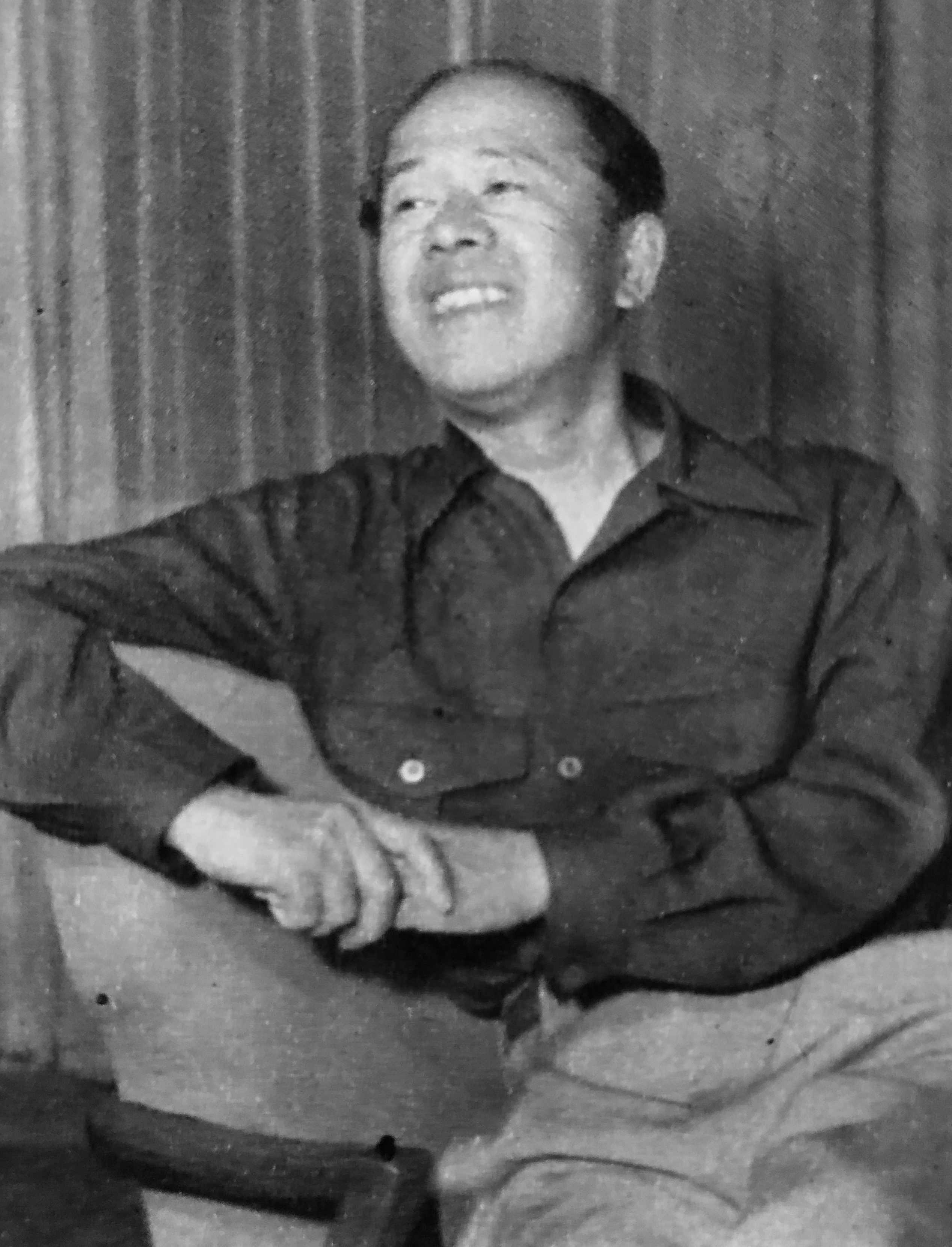
川口松太郎 / 6月9日没

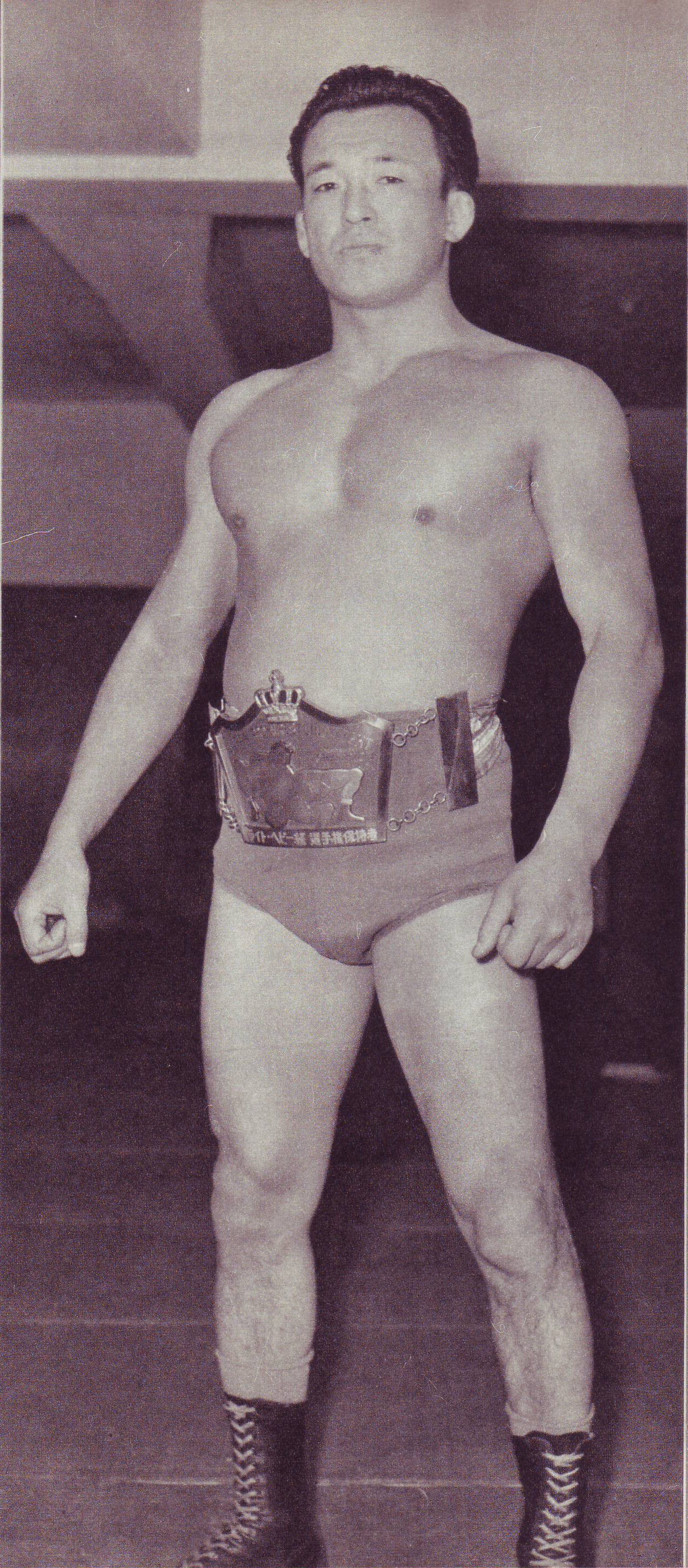
吉原功 / 6月10日没

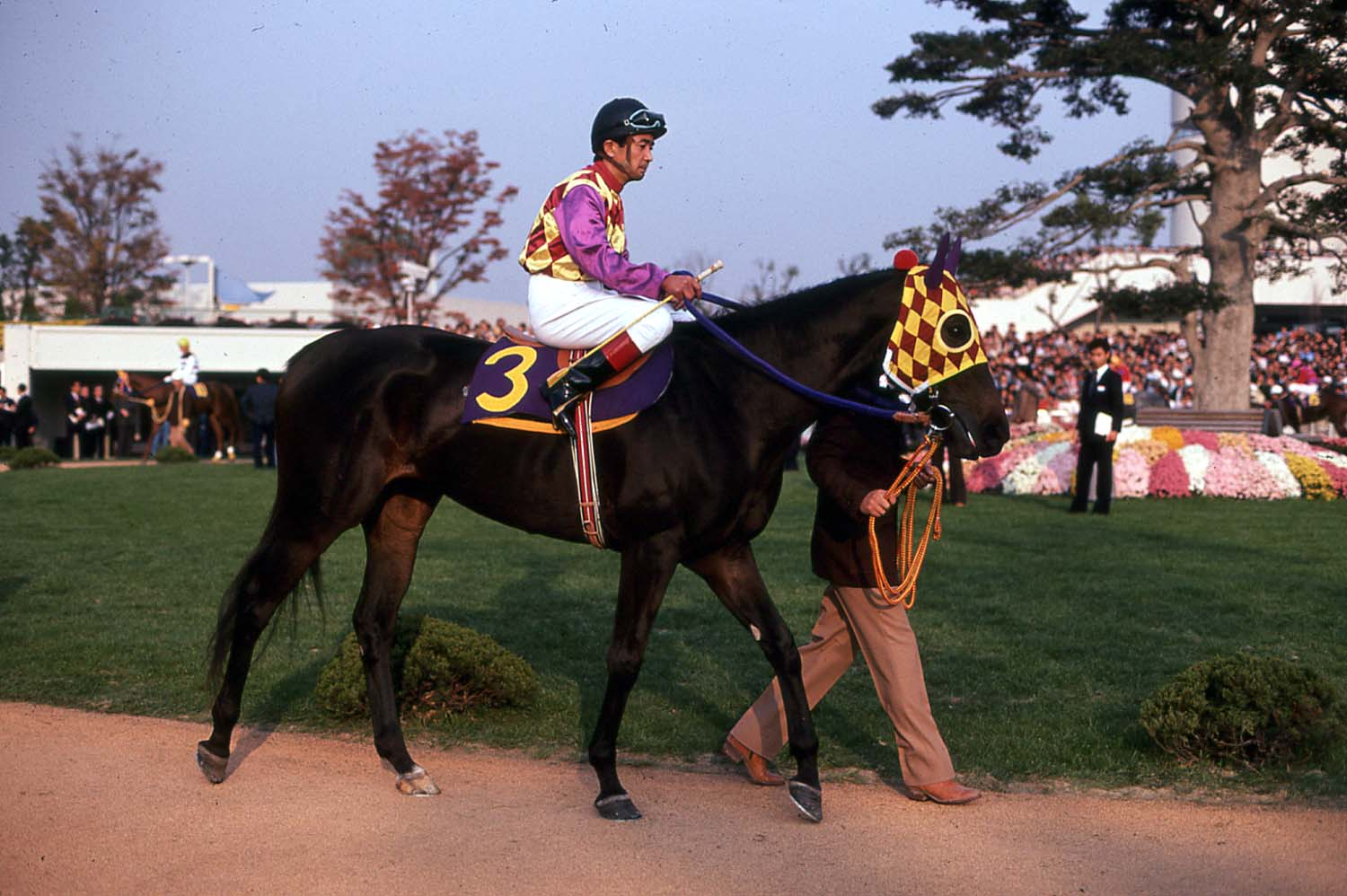
中島啓之 / 6月11日没

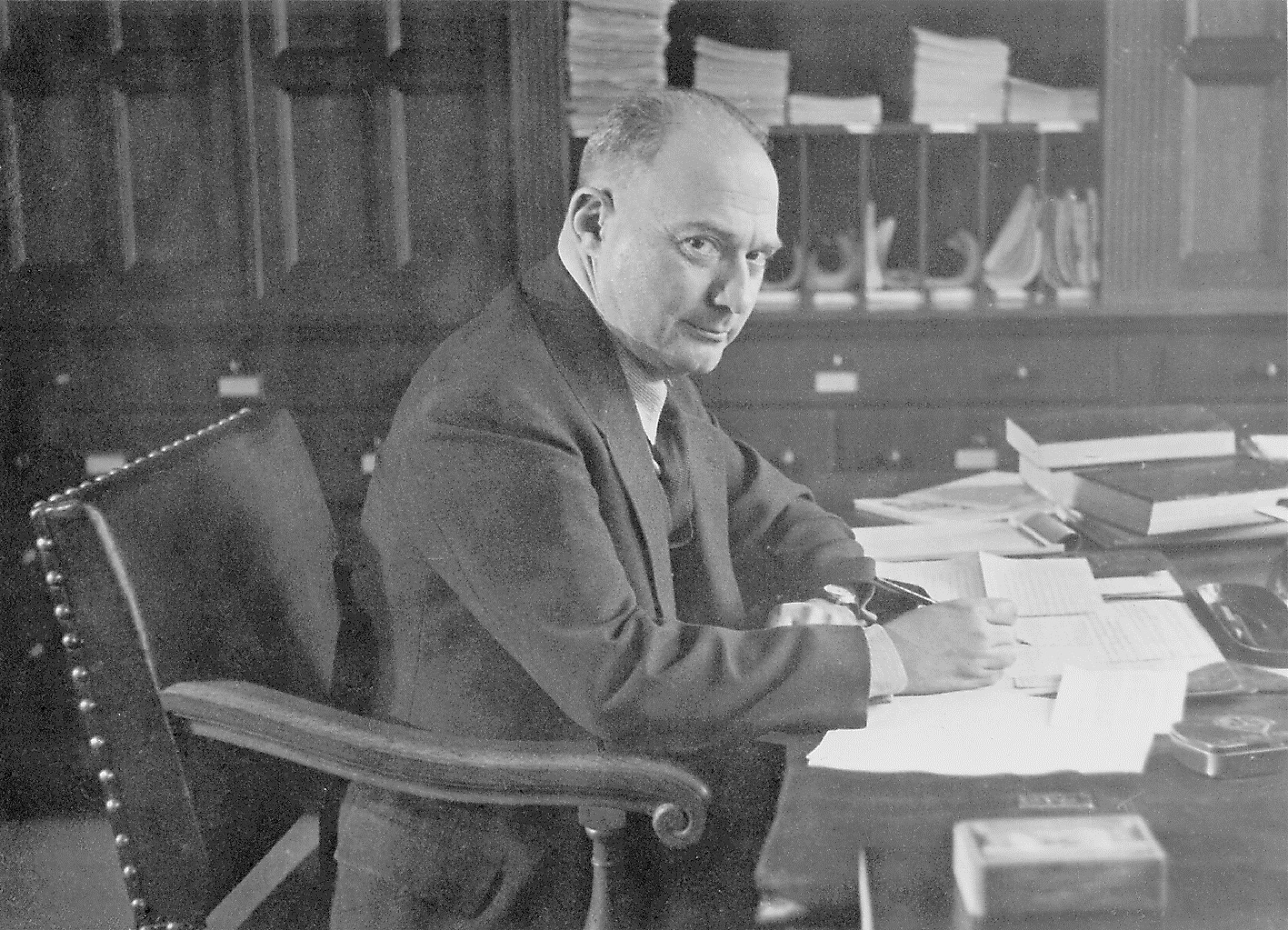
ヘルムート・プレスナー / 6月12日没

- 6月9日 - 川口松太郎[1]、小説家（* 1899年）
- 6月10日 - 吉原功、プロレスラー、国際プロレス社長（* 1930年）
- 6月11日 - 中島啓之、競馬騎手（* 1943年）
- 6月12日 - ヘルムート・プレスナー、哲学者・社会学者（* 1892年）
- 6月14日 - つりたくにこ[要出典]、漫画家（* 1947年）

## （16日 - 30日）

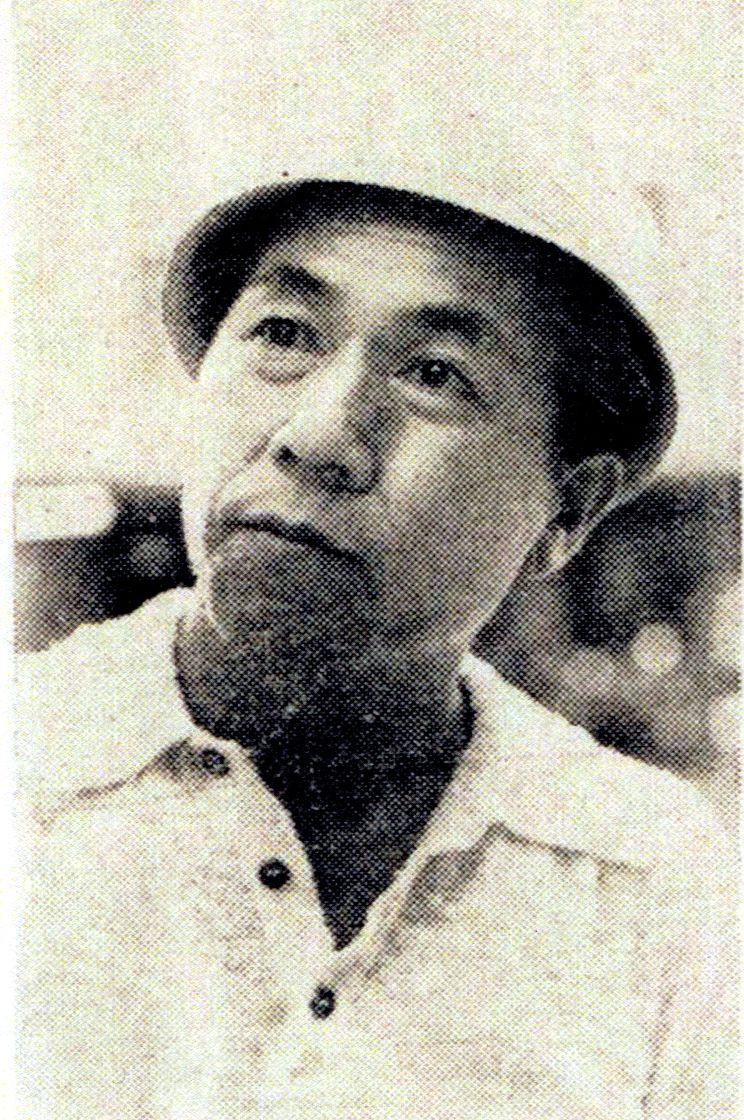
加藤泰 / 6月17日没

- 6月17日 - 谷口雅春、宗教家、生長の家創始者（* 1893年）
- 6月17日 - 加藤泰、映画監督（* 1916年）
- 6月18日 - 千之赫子、女優（* 1934年）
- 6月18日 - 永野一男、 実業家（* 1952年）
- 6月27日 - 島本久恵、作家・詩人（* 1893年）